# Josef Stejskal (kněz)
Josef Stejskal (21. ledna 1922, Šitbořice – 26. ledna 2014, Horní Police) byl český římskokatolický kněz a patnáctý arciděkan v Horní Polici, která je mariánským poutním místem; čestný kanovník kapituly sv. Štěpána v Litoměřicích.

## Život
Studoval osmileté reálné gymnázium v Hustopečích, které bylo po vyhlášení protektorátu přestěhováno do Židlochovic a o Vánocích roku 1940 uzavřeno; maturitní zkoušku složil na jaře 1941 v Ivančicích, kam se část gymnázia přestěhovala. Poté začal studia v brněnském kněžském semináři, avšak začátkem druhého ročníku byl totálně nasazen a další dva a půl roku až do května 1945 strávil v Mostě. V letech 1945-9 svá kněžská studia v Brně dokončil a 5. července 1949 byl v katedrále sv. Petra a Pavla vysvěcen na kněze. O rok později byl na kněze vysvěcen také jeho bratranec Vladimír.

Josef Stejskal nejprve působil jako kaplan v Poštorné, odkud byl následně z trestu poslán do severních Čech. Zde působil v Děčíně-Podmoklech (od března 1951) a České Lípě (od 1. července 1952). Od 1. února 1954 pak byl ustanoven administrátorem arciděkanství v Horní Polici a administrátorem excurrendo v Jezvé a Žandově. Jeho předchůdcem v Horní Polici byl R.D. Ludvík Gala, který byl arciděkanem od roku 1932 a zemřel v roce 1957.

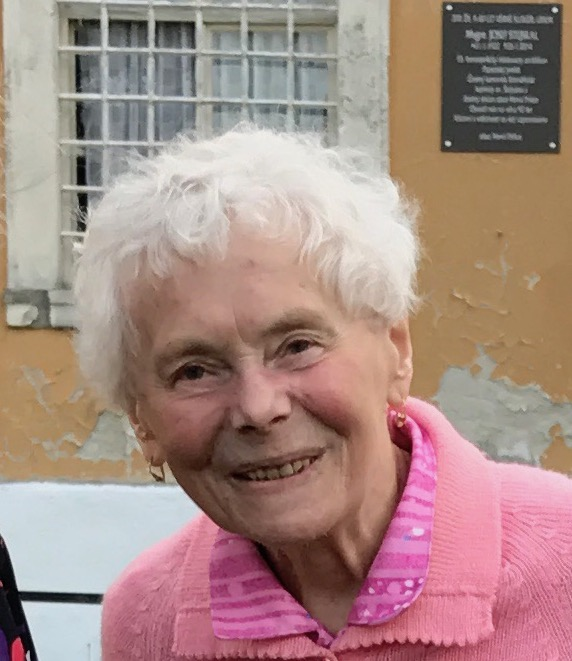
Marie Večeřová, kostelnice a farní sestra v poutním areálu v Horní Polici

V roce 1970 byl Josef Stejskal jmenován litoměřickým biskupem Štěpánem Trochtou osobním děkanem. Zároveň získal právo nosit synodalie a expositorium (lat. Ius synodalium et expositorii canonicalis). Začátkem 90. let 20. století zavedl ve své farnosti poutní mariánská setkání vždy první sobotu v měsíci, která si získala značnou oblibu. Po více než 37 letech ve funkci administrátora byl k 1. dubnu 1991 jmenován arciděkanem, od 21. října 1996 se stal také čestným kanovníkem Katedrální kapituly u sv. Štěpána v Litoměřicích a 3. ledna 2001 byl papežem Janem Pavlem II. jmenován papežským prelátem. Byl jedním z nejdéle působících kněží v činné službě.
U příležitosti oslav 91. narozenin oslavence v lednu 2013 sloužil mši v Horní Polici litoměřický biskup Jan Baxant.
Mons. Stejskal zemřel 26. ledna 2014. Pohřební Mše svatá byla sloužena litoměřickým biskupem Baxantem 1. února 2014 v hornopolickém kostele Navštívení Panny Marie. Koncelebrovali členové litoměřické kapituly a další kněží. Po Mši svaté byl zemřelý uložen do hrobu na místním hřbitově poblíž hlavního hřbitovního kříže (v sousedství hrobů arciděkanů Hockeho a Kachlera). Zádušní mše byla také sloužena v den pohřbu ráno v půl osmé kanovníky kapituly v litoměřické katedrále.
Na polické faře mu byla při příležitosti druhého výročí úmrtí odhalena pamětní deska.

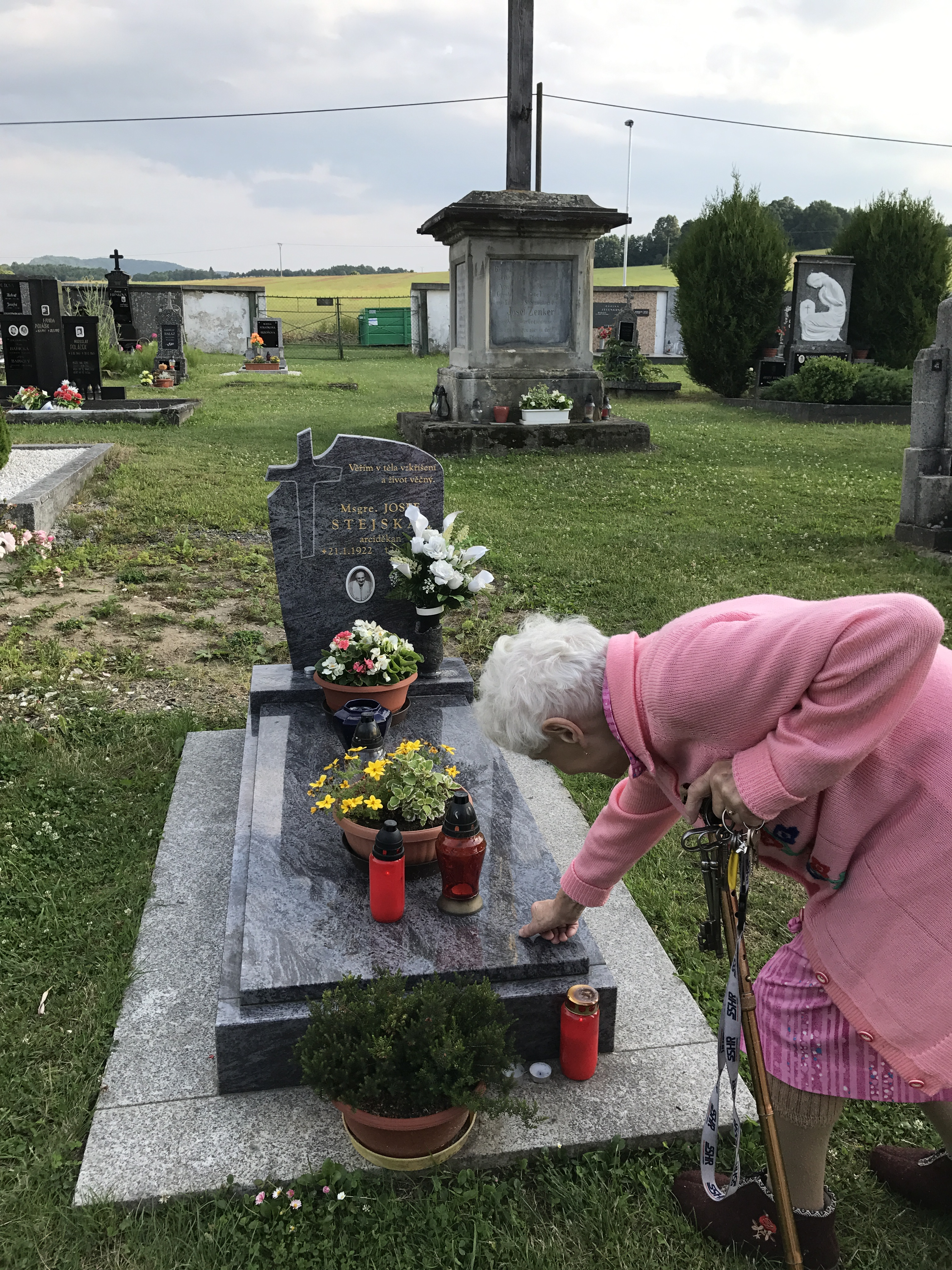
Hrob Mons. Josefa Stejskala u něhož se modlí Marie Večeřová

Přes 50 let na faře a hornopolickém poutním areálu v období, kdy zde působil Mons. Stejskal, pomáhala farní sestra Marie Večeřová, rodačka z Laviček na Moravě. Marie Večeřová zemřela 27. září 2018 v biskupské rezidenci v Litoměřicích ve věku 88 let. Její tělesné ostatky byly uloženy do hrobu na hřbitově v Horní Polici.

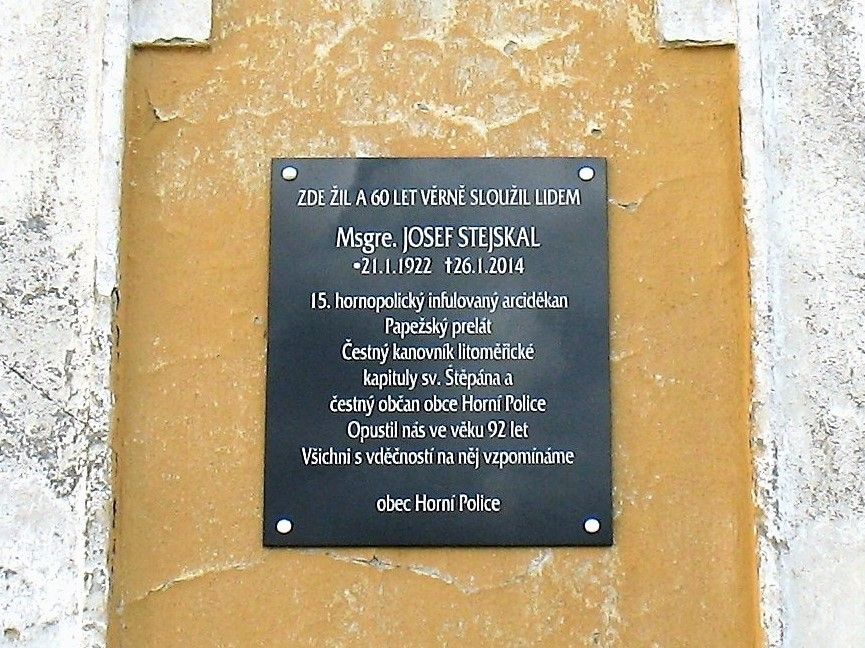
Pamětní deska na faře v Horní Polici